# Королівство Русь (назва)

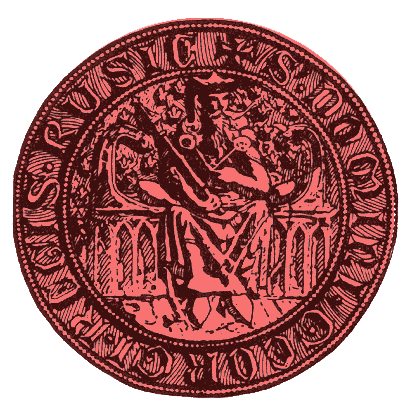
Печатка Юрія Львовича, короля Русі (Regis Rusic)

Королівство Русь ( лат. Regnum Rusiæ) — уживана в латиномовних джерелах, переважно у XIV столітті, назва Галицького князівства. Пізніше під впливом цієї назви Галичину стали ототожнювати з Руссю (у вузькому значенні цього слова). У західних пам'ятках більш раннього часу інколи королівством неофіційно називали всю Руську державу (Київську Русь), а її великих князів іменували королями.
Коронованими королями Русі були Данило Романович (з 1253) і Юрій І Львович (останній на аверсі маєстатичної печатки названий «Rex Russiae» — король Русі, а на реверсі — «Dux Ladimiriae» — князь Володимирії). Також на портреті Юрія І Львовича, авторства Луки Долинського, є напис «Лев, король Русі, засновник міста Львів». У своїх грамотах Юрій II титулувався «князем всієї Малої Русі» або «князем Руського королівства».
В «Австрійській хроніці 95 правителів» авторства Леопольда Штайнройтера, автор описує події 1278 року, а саме битву під Дюрнкрутом. Серед союзників короля богемії Отокара II, є «король Лев із Русі»
В Стематографії болгарського автора Христофора Жефаровича, є герб на якому зображений «Руський лев», країна якому належить цей герб, автор підписав слов'яносербською як "𝝆ωϲϲϊα", що читається як "Русь". 

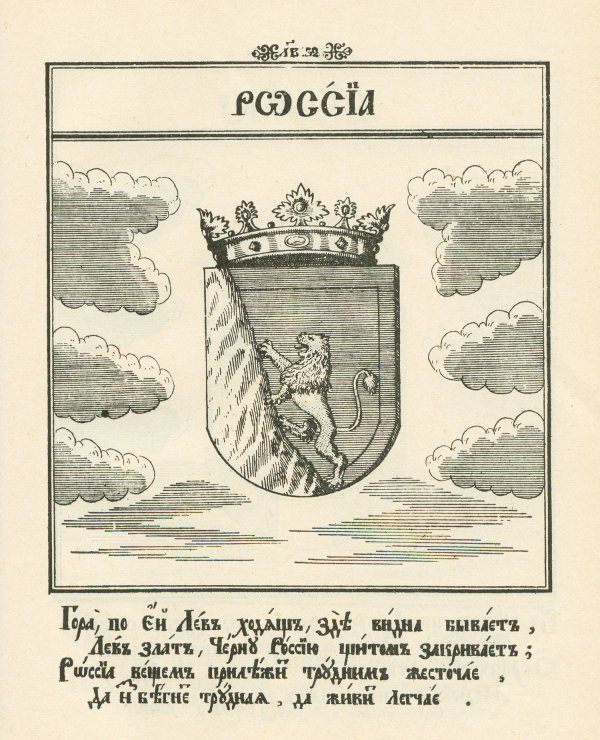
Герб Русі. "Стематографія" Христофора Жефаровича (1741)

У низці документів за 1350—1358 роки Казимир III титулував себе не лише королем Польщі, а й володарем Королівства Русі. Крім того, він випускав окрему монету для Руського королівства — руський грошик. Усе це свідчить, що питання про державно-правову форму анексії Галицького князівства, яке в Західній Європі прирівнювали до королівства, на той час не було остаточно вирішеним.
Як відзначив польський історик Юзеф Сєрадзький (Józef Sieradzki, 1900—1960), Казимир III уважав вигідною для себе персональну унію двох рівноправних королівств (Польщі і Галицької Русі), об'єднаних особою одного монарха. Однак незабаром перемогла репрезентована польською політичною елітою тенденція до беззастережного включення «Руської землі» (terra Russiae) до Корони Польської як її складової частини.
Вживаний не лише в західноєвропейських і угорських, а й у польських актах і хроніках термін «Руське королівство» засвідчує, що завойовані Польщею галицькі волості сприймалися поляками як окреме політичне утворення, відмінне як етнічно, так і культурно від решти Польського королівства.
1372 року король Угорщини і Польщі Людовик Угорський, представник Анжуйської династії Капетингів, передав Королівство Русі «з містами й населенням у вічне управління» князю Владиславові Опольському.
1387 року встановилося довготривале панування Польщі на теренах Руського королівства. На чолі польського війська, яке здійснило анексію, була поставлена королева Ядвіга — дочка короля Людовика Угорського, а не її чоловік — Владислав II Ягайло: спадкові права Ядвіги на угорську корону полегшували полякам усунення з повітів Галичини угорських старост. Незважаючи на підпорядкування Королівства Русі Польщі, Угорщина і далі претендувала на територію королівства, іменуючи його Королівством Галичини та Володимирії (Ґаліції і Лодомерії).